# Bengalkat
Bengalkatten er en mellemstor til stor kat, der nedstammer fra krydsninger mellem den lille asiatiske leopardkat (Prionailurus bengalensis) og tamkatten. Det er en relativt ny race, opstået i USA i 1980'erne. Fra og med fjerde eller femte generation efter indkrydsning med den asiatiske leopardkat er bengalkatten godkendt af de fleste internationale katteorganisationer.
Bengalkattens smukke og eksotiske pels gør den til noget ganske særligt. Pelsens bundfarve kan variere fra gyldent, rustfarvet, brunt og orange til sandfarvet og endog elfenbensfarvet. Den kan have to mønstre: pletter og ”marble.” På den plettede bengaler varierer pletternes farve fra rust- eller kakaobrunt til gråsort eller sort. Nogle plettede bengaler har flerfarvede rosetter – pletter dannet af mere end én farve, ofte en mørkere omridsfarve omkring en lysere midte. Bengalkattens andet mønster, "marble," dannes ved en kombination af den asiatiske leopardskats rosetter og tamkattens klassiske tabbymønster, så der opstår et marmorlignende mønster, hvor en eller flere farver slynger sig sammen.
Bengalkatten er glad og aktiv af væsen og særdeles intelligent. Den har en næsten hundeagtig opmærksomhed over for sin ejer. Dens store energiniveau gør bengalkaten uegnet for folk, der kun ønsker sig en leopardplettet kat som pynt i stuen. Men hvis man ønsker et direkte samspil og leg med sin kat i hverdagen, kan man ikke vælge en bedre kat.
Som alle andre husdyr kræver bengalkatten opmærksomhed og kærlighed fra sine mennesker, og den trives kun, hvis den er en integreret del af familien. Den nyder både børns og voksnes selskab og vænner sig som regel hurtigt til familiens andre husdyr. Kravene til motion, ernæring og vaccinationer er de samme, som gælder for alle andre katteracer.

## Ekstern henvisning
- The International Bengal Cat Society Den internationale organisation for bengalejere

- Wikimedia Commons har flere filer relateret til Bengalkat